# Kapelle Ramlingen

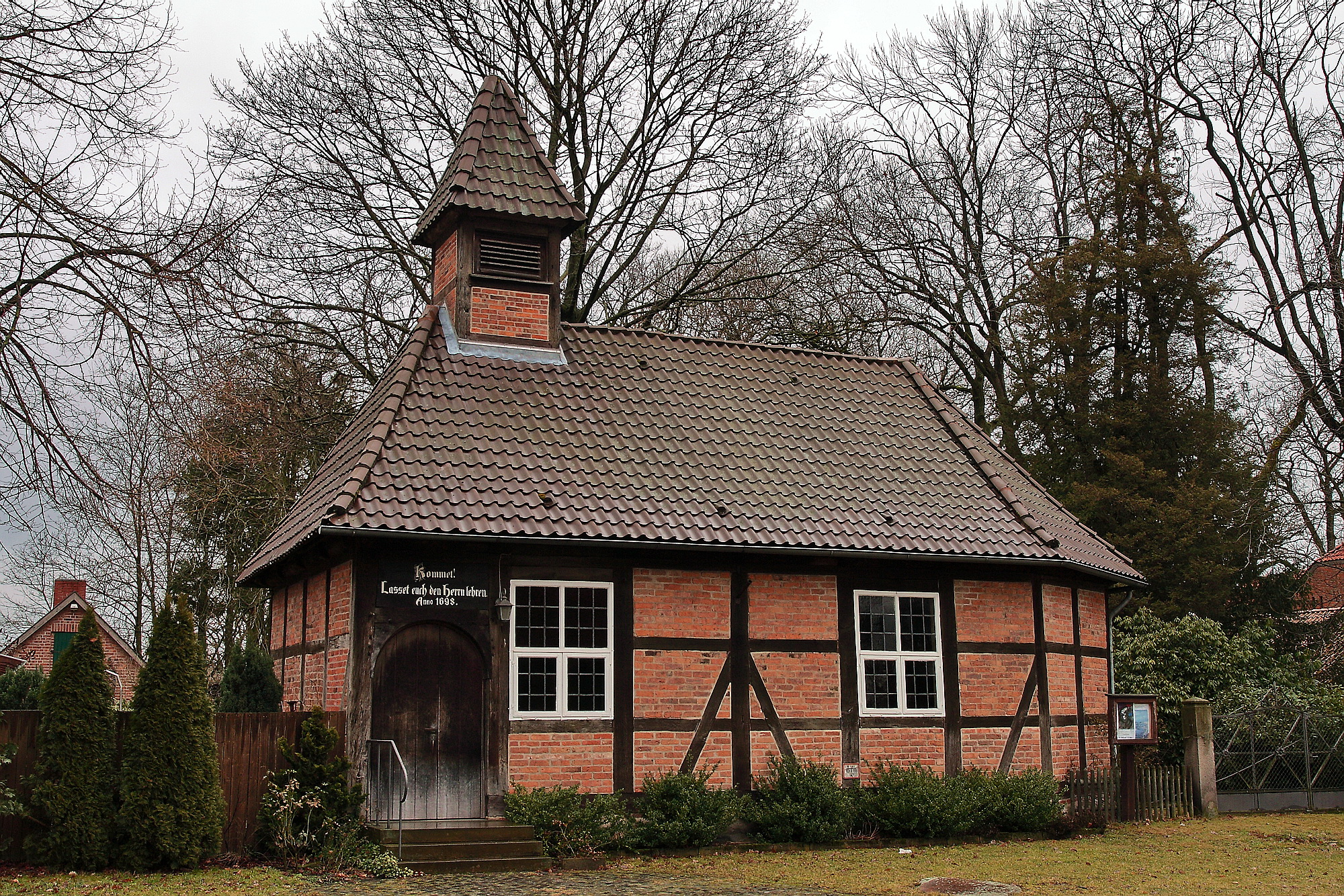
Kapelle Ramlingen

Die evangelisch-lutherische denkmalgeschützte Kapelle Ramlingen steht in Ramlingen-Ehlershausen, einem Ortsteil von Burgdorf in der Region Hannover. Die Kapelle gehört zur Martin-Luther-Kirchengemeinde im Kirchenkreis Burgdorf im Sprengel Hannover der Evangelisch-lutherischen Landeskirche Hannover.

## Beschreibung
Die kleine Fachwerkkirche ersetzte den 1534 urkundlich erwähnten Vorgängerbau nach seiner Zerstörung im Dreißigjährigen Krieg. Laut Inschrift über der Tür wurde die Kapelle im Jahre 1698 errichtet. Die Saalkirche ist mit einem Walmdach bedeckt, aus der sich im westlichen Bereich ein Dachreiter mit einem Pyramidendach erhebt, in dem eine Kirchenglocke hängt, die 1793 gegossen wurde. Das Kirchenschiff hat jeweils zwei Rechteckfenster an den Längsseiten und die Tür an der Südseite. Der Chor im Osten ist dreiseitig abgeschlossen. Die Kanzel stammt aus der Erbauungszeit. Bei der Neugestaltung des Kapellenraums 1930/31 wurden die Totenkronen von den Wänden abgenommen. Beim Neubau der Kapelle wurde die steinerne Altarmensa mit den Weihekreuzen zu einem Kanzelaltar erweitert. Da das Gebäude jedoch sehr niedrig war, es ist mit einer Flachdecke überspannt, stand der Kanzelkorb direkt auf der Predella. Im Zuge der Neugestaltung des Innenraums wurde 1962/63 der Kanzelaltar auf die linke Seite des Chors versetzt. Die Prieche im Chor wurde aus den abgenommenen Seitenteilen des Kanzelaltars zusammengesetzt. Über dem Altar befindet sich ein kleines Kruzifix, daneben eine Pietà, beide um 1500 entstanden. Zwei hölzerne Statuetten an der Nordseite des Kirchenschiffs, ein Marienbildnis und ein heiliger Bischof, wurden um 1515 geschnitzt. Ein elektronisches Positiv der Firma Ahlborn-Orgel wurde 1996 angeschafft.